# Ptisana attenuata
Ptisana attenuata är en kärlväxtart som först beskrevs av Jacques-Julien Houtou de La Billardière, och fick sitt nu gällande namn av Murdock. Ptisana attenuata ingår i släktet Ptisana och familjen Marattiaceae. Inga underarter finns listade i Catalogue of Life.